# Конаниха
Конаниха — деревня в Сокольском районе Вологодской области на реке Бохтюга.
Входит в состав Нестеровского сельского поселения, с точки зрения административно-территориального деления — в Нестеровский сельсовет.
Расстояние по автодороге до районного центра Сокола — 33 км, до центра муниципального образования Нестерова — 2,5 км. Ближайшие населённые пункты — Михалево, Нестерово, Левково.
По переписи 2002 года население — 8 человек.